# کو مو
کو مو (به چینی: 紅毛) یا آنگ مو به معنی لغوی «مو قرمز»، واژه‌ای است که در ژاپن، مالزی، سنگاپور و تایوان جهت توصیف مردمان سفیدپوست بکار برده می‌شود.
در ژاپن بین قرن هفدهم تا نوزدهم در دوره ادو لفظ «کو مو» (紅毛) بیشتر برای اشاره به مردم انگلستان و هلند و به‌طور کلی مردمان کشورهای اروپای شمالی که رنگ موی روشن داشتند بکار برده می‌شد. این واژه در مقابل واژه «نان‌بان» قرار داشت که برای اشاره به مردمان جنوب اروپا مانند اسپانیا و پرتغال که رنگ مویی تیره‌تر داشتند، بکار می‌رفت.